# Manilkara inundata
Manilkara inundata är en tvåhjärtbladig växtart som först beskrevs av Adolpho Ducke, och fick sitt nu gällande namn av Adolpho Ducke. Manilkara inundata ingår i släktet Manilkara och familjen Sapotaceae. Inga underarter finns listade i Catalogue of Life.